# 成骨细胞
成骨細胞（英語：Osteoblast），名稱來自希臘語“ὀστέο”（骨），和“βλαστάνω”（發芽）的組合形式，是具有單核的細胞 ，它們可以合成骨骼。 然而，在成骨作用中，成骨細胞的功能則是連接細胞。 單個細胞不能製造骨骼。 一組有組織的成骨細胞與由一個細胞單元組成的骨骼通常稱為骨單位 。
成骨細胞是間充質幹細胞的特異終末分化產物。他們合成少量的緻密，交聯的膠原蛋白和專門的蛋白質，包括骨鈣蛋白和骨橋蛋白 ，它們構成了骨骼的有機基質。
在有組織的相連細胞組中，成骨細胞產生羥磷灰石，羥磷灰石以高度受控的方式沉積到有機基質中，形成堅固而緻密的礦化組織 -礦化基質。 礦化的骨骼是呼吸脊椎動物身體的主要支撐。

## 延伸閱讀
- William F. Neuman and Margaret W. Neuman. (1958). The Chemical Dynamics of Bone Mineral. Chicago: The University of Chicago Press. ISBN 0-226-57512-8.
- Netter, Frank H. (1987). Musculoskeletal system: anatomy, physiology, and metabolic disorders. Summit, New Jersey: Ciba-Geigy Corporation ISBN 0-914168-88-6.